# Sèkèrè
Sèkèrè est l'un des quatre arrondissements de la commune de Sinendé dans le département du Borgou au Bénin.

## Géographie
L'arrondissement de Sèkèrè est situé au nord-est du Bénin et compte 9 villages que sont Kparo, Sekere-gando, Sekere-maro, Sekokparou, Yarra Bariba, Yarra Gando, Yarra Kouri et Yarra Peulh.

## Démographie
Selon le recensement de la population de 2013 conduit par l'Institut national de la statistique et de l'analyse économique (INSAE), Sèkèrè compte 23493 habitants  .